# Molophilus ulbracullima
Molophilus ulbracullima är en tvåvingeart som beskrevs av Günther Theischinger 1992. Molophilus ulbracullima ingår i släktet Molophilus och familjen småharkrankar. Inga underarter finns listade i Catalogue of Life.